# 치사
치사(致死)란 죽음에 이르는 것을 말한다.

## 분류
영미법에서는 모살, 맨슬로터(고살), 과실치사의 3분법을 채택한다.
대한민국에서는 우발적 살인을 모살과 합쳐 살인죄로 두고 현재는 폭행치사, 상해치사, 강간치사 등을 두고 있다.